# West City
West City és una població dels Estats Units a l'estat d'Illinois. Segons el cens del 2000 tenia 716 habitants.

## Demografia
Segons el cens del 2000, West City tenia 716 habitants, 305 habitatges, i 193 famílies. La densitat de població era de 171,7 habitants/km².
Dels 305 habitatges en un 25,9% hi vivien nens de menys de 18 anys, en un 45,9% hi vivien parelles casades, en un 13,4% dones solteres, i en un 36,7% no eren unitats familiars. En el 31,8% dels habitatges hi vivien persones soles el 16,4% de les quals corresponia a persones de 65 anys o més que vivien soles. El nombre mitjà de persones vivint en cada habitatge era de 2,32 i el nombre mitjà de persones que vivien en cada família era de 2,92.
Per edats la població es repartia de la següent manera: un 22,2% tenia menys de 18 anys, un 8,2% entre 18 i 24, un 25,7% entre 25 i 44, un 24,3% de 45 a 60 i un 19,6% 65 anys o més.
L'edat mediana era de 40 anys. Per cada 100 dones de 18 o més anys hi havia 90,8 homes.
La renda mediana per habitatge era de 21.250 $ i la renda mediana per família de 28.155 $. Els homes tenien una renda mediana de 21.000 $ mentre que les dones 18.333 $. La renda per capita de la població era de 12.328 $. Aproximadament el 18,5% de les famílies i el 22,1% de la població estaven per davall del llindar de pobresa.

## Poblacions més properes
El següent diagrama mostra les poblacions més properes.